# Sphérulite

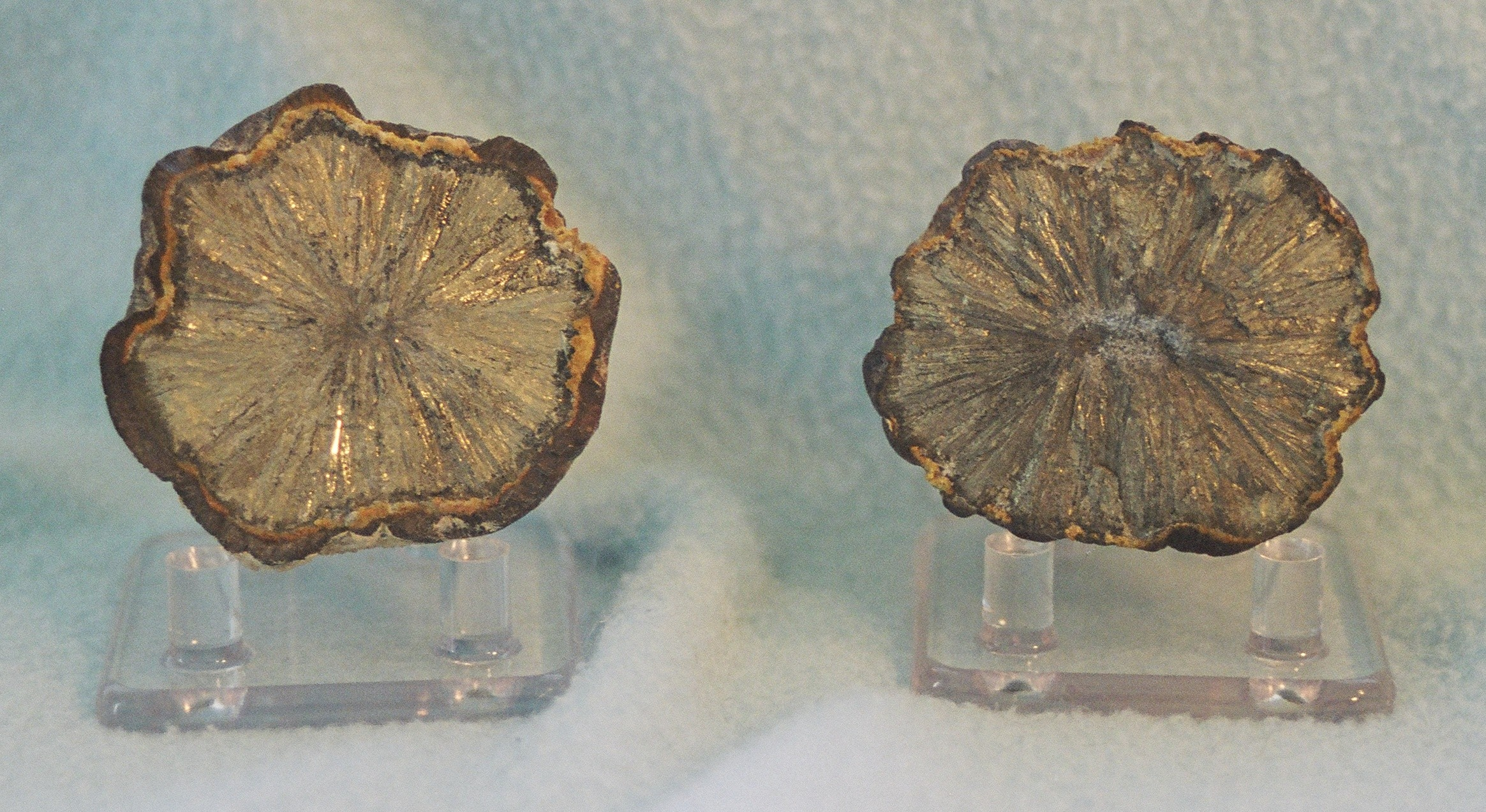
Nodule de marcassite, ouvert, présentant sa structure fibroradiée, rayonnement centrifuge de cristaux, et qui est aussi typique des sphérolites.

Une sphérulite, ou un (une) sphérolite ou sphérolithe, est une formation agrégée de cristaux en aiguilles à structure rayonnante, dite fibroradiée.
Les sphérolites apparaissent fréquemment dans l'obsidienne ainsi que dans diverses roches volcaniques vitreuses, par dévitrification de la pâte.
Certains polymères, tels le polypropylène, et certaines roches peuvent, après refroidissement, présenter ce type d'organisation cristalline.